# هليكوبتر (أغنية)
هليكوبتر (بالإنجليزية: Helicopter)‏ هي أغنية من تأليف دي جي الهولندي ومنتج التسجيلات مارتن غاركس والموسيقي الهولندي فايربيتز. تم إصدارها كتنزيل رقمي في 17 فبراير 2014 على بيتبورت وفي 10 مارس 2014 على آي تيونز. دخلت الأغنية في تصنيفات الأغاني في كل بلجيكا وفرنسا وهولندا.

## المراكز

### التصنيفات الأسبوعية
| التصنيف (2014)                                  | المرتبة |
| ----------------------------------------------- | ------- |
| Belgium (أولتراتوب Flanders)                    | 33      |
| Belgium (أولتراتوب Wallonia)                    | 42      |
| France (سنديكا ناسيونال دي ليديسيون فونوغرافيك) | 98      |
| Netherlands (Mega Single Top 100)               | 59      |